# Střední průmyslová škola Česká Lípa
Střední průmyslová škola, Česká Lípa, Havlíčkova 426, příspěvková organizace je střední škola s technickým zaměřením v centru města Česká Lípa. Škola sídlí v Havlíčkově ulici poblíž Základní školy v Pátově ulici a Obchodní akademie.

## Studijní obory
Ve školním roce 2022/2023 nabízí tři studijní obory s délkou studia čtyři roky a zakončené maturitní zkouškou:
- Informační technologie 18-20-M/01 o dvou třídách, dle zaměření Aplikace a Zabezpečení a Technické vybavení.
- Strojírenství 23-41-M/01
- Elektrotechnika (zaměření Mechatronika) 26-41-M/01

## Vedení školy
Na vedení školy se podílí
- Ředitel školy - Ing. Petr Veselý (2008 až listopad 2018; červenec 2019 až současnost)
- Zástupce ředitele - Mgr. Vendulka Vorlová, Ing. Jan Fojtík
- Zástupce ředitele pro domov mládeže - Libuše Němečková

## Historie
Samotná průmyslová škola byla založena až 1. září 1952 v budově bývalé dívčí měšťanské školy. Samotná historie budovy však sahá mnohem dál.

### 1894
Původním záměrem bylo vystavění jedné reprezentativní budovy pro dívčí i chlapeckou školu. Z plánů nakonec sešlo a došlo k vystavění dvou sousedících budov - chlapecké školy (dnes Základní Škola Pátova) a dívčí měšťanské školy (v současné době Střední průmyslová škola).
Nejdříve započala stavba dívčí měšťanské školy, ta probíhala mezi lety 1894 a 1895. Prvním ředitelem školy byl v roce 1896 jmenován významný českolipský skladatel a pedagog Franz Mohaupt, jehož pomník se nachází v prostranství altánu v městském parku.

### 1952 až 1996

#### Vznik střední strojnické školy
K 1. září 1952 dochází ke zrušení dívčí školy a na jejím místě vzniká Střední strojnická škola v České Lípě. Ředitelem školy je do roku 1970 Stanislav Hora.

#### První významná přestavba školy

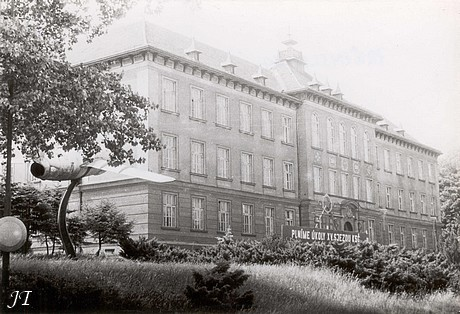
MiG-15 před Střední průmyslovou školou v České Lípě (rok 1979)

V letech 1954 až 1957 dochází k vybudování rozsáhlé přístavby v zadní části školy, ta tak nově získává strojnické dílny, tělocvičnu, nové třídy a šatny. Z této rekonstrukce také pochází znak technického školství ve fasádě budovy, který konstruovali sami první žáci školy.
Byla také rozsáhle přestavěna fasády školy, na které došlo k výraznému odstranění charakteristických prvků původního architektonického stylu. Již zašlá podoba školy z období této rekonstrukce byla obnovena v letech 2016 až 2017.

#### Stíhací letoun MiG-15
Před budovou v roce 1979 nescházelo jedno z obvyklých hesel té doby:„Plníme úkoly XV. sjezdu KSČ.” Před vstupem do školy byl dále vystaven stíhací letoun MiG-15.

Ve vestibulu školy byly vystaveny letecké motory. Od roku 1972 do roku 1983 je ředitelem školy Václav Šafář. V roce 1983 je jmenován do funkce ředitele školy Ing. Pavel Svoboda, funkci vykonával do roku 1990. V tomto roce se stal ředitelem školy Ing. Jiří Smrčka.

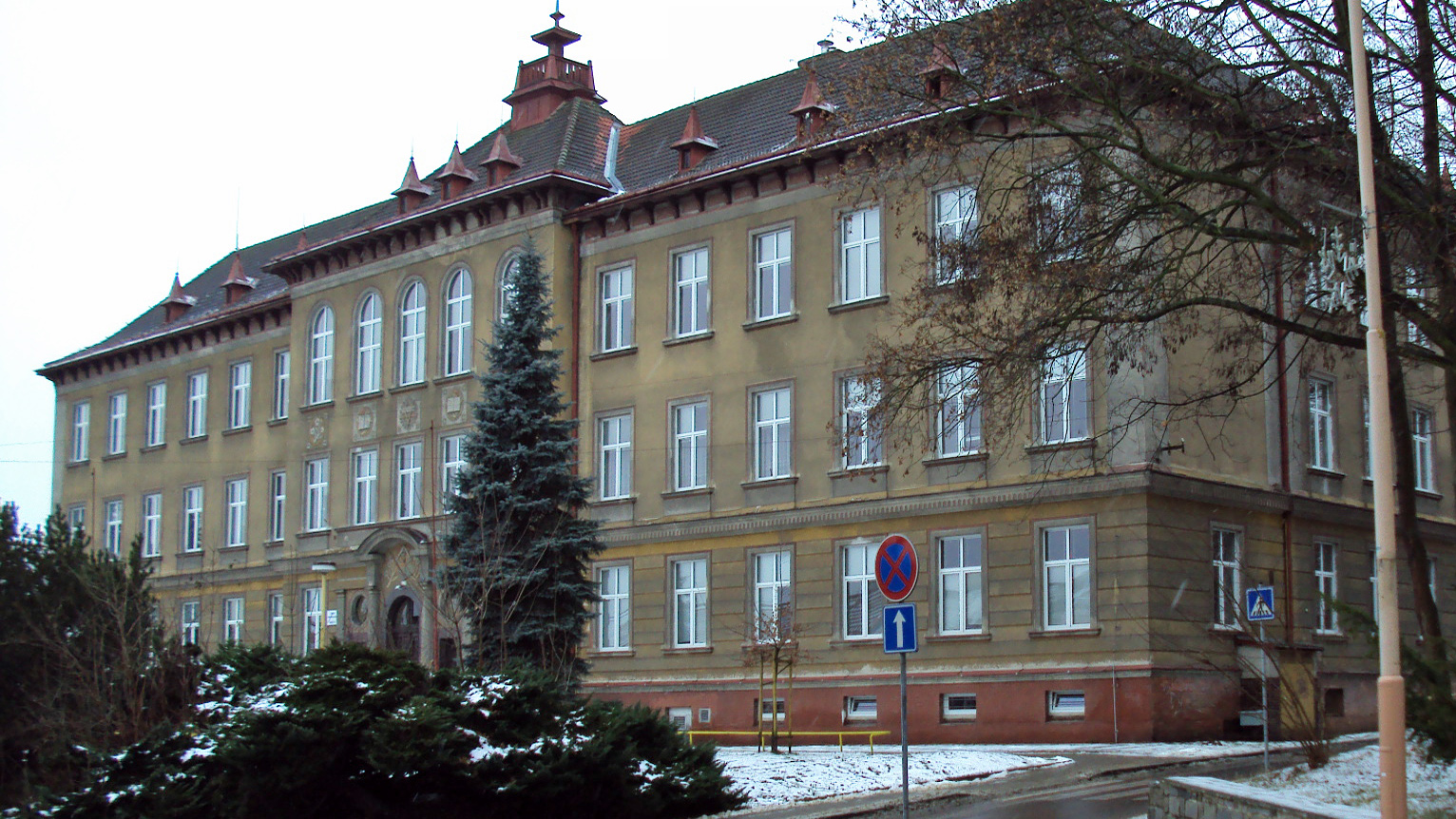
Zašlá fasáda Střední průmyslové školy v České Lípě z let 1954 až 1957 před rekonstrukcí v roce 2016

### 1996 až 2013

#### 1996
Ředitelem školy se stává Jan Mečíř.

#### 2003
Současný ředitel školy, Jan Mečíř, je po volbách do zastupitelstev obcí, které proběhly 1. až 2. listopadu 2002, uvolněn z funkce ředitele školy do veřejné funkce starosty obce Stružnice. Mandát získal s pomocí 179 volebních hlasů. V souladu se zákonem je ze své stávající pozice uvolněn a to do doby skončení výkonu veřejné funkce.
Rada kraje v čele s hejtmanem RNDr. Pavlem Pavlíkem tak do funkce ředitele školy jmenuje Petra Valeriána a to s účinností od 1. května 2003.

#### 2008
Rada kraje v čele s hejtmanem Petrem Skokanem jmenuje nového ředitele školy Petra Veselého, který ve funkci nahrazuje Petra Valeriána. Svou funkci bude vykonávat od 1. září 2008. Součástí jmenovací listiny je i poznámka, která zdůrazňuje skutečnost, že nový ředitel bude svou funkci vykonávat na dobu neurčitou a to do doby skončení výkonu veřejné funkce Jana Mečíře.
Škola od 1. září 2008 nabízí tři studijní obory s délkou studia čtyři roky a zakončené maturitní zkouškou:
- Strojírenství 23-41-M/01
- Technické lyceum 78-42-M/01
- Ekonomika a podnikání 63-41-M/01

Dobíhající obor, který již nepřijímá nové žáky a je nahrazen oborem jiným:
- Strojírenská technická administrativa 64-42-M/003

Obor strojírenství má otevřené celkem dvě třídy (B, C) v každém ročníku, s celkovým počtem 213 žáků (z toho 10 dívek). Ostatní obory mají pouze po jedné třídě v ročníku a čítají 103 žáků v oboru technické lyceum a 93 žáků v oboru strojírenská technická administrativa. Objevují se první myšlenky vzniku počítačového oboru místo nového Ekonomika a podnikání 63-41-M/01.
Celkem má škola 409 žáků, z toho 71 dívek.

#### 2009
Škola žádá o povolení vzniku nového studijního oboru, konkrétně o obor 18-20-M/01 Informační technologie, který chce nabízet od školního roku 2010/2011. Zároveň se potýká s nízkým počtem žáků v oboru Ekonomika a podnikání 63-41-M/01, pouze 20 žáků. To je jedním z důvodů, proč se obor v příštích letech již neotevře. Školou tak projde pouze jedna třída tohoto oboru.
Celkem má škola 390 žáků, z toho 62 dívek.

#### 2010
Od 1. října 2010 byl na základě usnesení č. j. 368/09/ZK sloučen Domov mládeže, Česká Lípa, Havlíčkova 443, příspěvková organizace (IČ: 48283151) se školou. Původní organizace tak zaniká. Původní organizace čítala 10 zaměstnanců, z toho 3 pedagogy.
Dochází k nákupu dvou CNC obráběcích strojů a kompletní rekonstrukce učebny CNC v celkové výši 4 202 400,– vč. DPH.
- Soustruh
- Frézka s modulárním řízením

Došlo k rozsáhlé výměně oken po budovách školy, výměna bude pokračovat i v roce 2011. Dochází ke schválení záměru a škola tak otvírá nový obor - Informační technologie, celkem tedy nabízí tři studijní obory s délkou studia čtyři roky a zakončené maturitní zkouškou:
- Strojírenství 23-41-M/01
- Technické lyceum 78-42-M/01
- Informační technologie 18-20-M/01

Celkem má škola 385 žáků, z toho 58 dívek.

#### 2013
Z důvodu odchodu posledního silného ročníku oboru Strojírenství, se počet od nového školního roku ztenčil na počet 296 žáků. Zároveň však probíhá modernizace laboratoří pro odbornou technickou výuku, jejímž předmětem je vybudování celkem 6 moderních laboratoří pro praktickou výuku žáků a rekonstrukce šaten, které jsou nezbytným zázemím laboratoří. Projekt je určen pro žáky oborů: Informační technologie a Strojírenství, kterým se výrazně zlepší uplatnění na trhu práce skrze možnost seznámit se s moderními přístroji. Celková výše projektu 6 963 019,– vč. DPH.

### 2013 až 2018
Za finanční podpory společností Sauer Žandov a.s, Modus s.r.o. a Fehrer Bohemia s.r.o. došlo v roce 2016 k zavedení vůbec prvního prospěchového stipendia v novodobé historii školy.
Výše stipendijního příspěvku bylo pro školní rok zavedena
- 2.000 Kč za prospěch s vyznamenáním s celkovým průměrem 1,0
- 1.500 Kč za prospěch s vyznamenáním
- 1.000 Kč za prospěch s celkovým průměrem 2,0 bez klasifikace „dobrý“

Stipendijní příspěvek je vyplácen pololetně vždy za dané klasifikační období hotově z prostředků Spolku rodičů a přátel Střední průmyslové školy v České Lípě, z.s.

#### Rekonstrukce fasády hlavní budovy, oprava schodiště a oprava chodníku
Celkové náklady činily 6 087 778,– vč. DPH, z toho
- Částečná oprava fasády hlavní budovy 5 525 313,– vč. DPH
- Oprava schodiště v prostranství před hlavní budovou 296 043,– vč. DPH
- Oprava chodníku v prostranství před hlavní budovou 266 423,– vč. DPH

Poslední rekonstrukcí prošla fasády hlavní budovy v roce 1954 až 1957. Po 60 letech se zásluhou ředitele školy, Petra Veselého, podařilo škole dodat původní vzhled, který pocházel z období poslední rekonstrukce.

#### Otevření nového maturitního oboru
Ke třem stávajícím předmětům se otevírá pro rok 2017/2018 nový obor - Elektrotechnika (zaměření Mechatronika; kód oboru: 26-41-M/01). V tuto chvíli má škola 4 maturitní obory
- Informační technologie 18-20-M/01
- Strojírenství 23-41-M/01
- Technické lyceum (zaměření 3D technologie) 78-42-M/01
- Elektrotechnika (zaměření Mechatronika) 26-41-M/01

### 2018 až současnost

#### Kompletní modernizace strojírenských dílen
V roce 2018 prošla škola jednou z nejvýznamnějších investic ve své historii. Dochází ke schválení dotačního programu Evropské unie. Společně s tím se škola stává krajským centrem odborného vzdělávání, a po revitalizaci učeben informačních technologií tak přichází na řadu kompletní modernizace strojírenských dílen, kdy většina vybavení pochází z 50. let minulého století. Nejstarší stroje se datují až do roku 1927.
Rekonstrukce byla úspěšně zakončena 4. dubna 2019 slavnostním otevřením Centra odborného vzdělávání Libereckého kraje. Investice do vybavení činila 34 769 310,– a stavební úpravy vyšly na 24 907 735,–.

#### Návrat Jana Mečíře, uvolněného ředitele školy
Po volbách do zastupitelstev obcí v Česku v roce 2018 došlo ke změnám politických poměrů v obci Stružnice, které vedli k sesazení Jana Mečíře, uvolněného ředitele školy, z pozice starosty obce. Ten se tak ke dni ukončení funkce starosty stal opět ředitelem školy. Uvolněný byl od roku 2002.
Tento návrat se setkal s odporem žáků, zaměstnanců, ale i partnerů školy. Petice vzniklá v řadách žáků požadovala řádně výběrové řízení. Její striktní odmítnutí ze strany náměstka hejtmana Libereckého kraje pro resort školství, Petra Tulpy, a jeho další výroky směrem k žákům vyústily v sérii demonstrací. Jedním z argumentů žáků bylo i to, že sám Petr Tulpa je již několik období uvolněný ředitel školy. Původní ředitel, Petr Veselý, se tak stává zástupcem ředitele pro rozvoj.
Jan Mečíř po několika měsících přechází na dlouhodobou pracovní neschopnost a k 1. 7. 2019 pracovní poměr na vlastní žádost ukončuje. Po řádném výběrovém řízení se ředitelem školy stává opět Petr Veselý.
Rozvoj oboru Informační technologie
Pro rostoucí zájem došlo ve školním roce 2022/2023 k rozšíření oboru Informační technologie (18-20-M/01) na dvě třídy a jejich rozdělení dle zaměření na Aplikace a Zabezpečení a Technické vybavení.
Škola tak nabízí tři studijní obory s délkou studia čtyři roky a zakončené maturitní zkouškou:
- Informační technologie 18-20-M/01 o dvou třídách, dle zaměření Aplikace a Zabezpečení a Technické vybavení.
- Strojírenství 23-41-M/01
- Elektrotechnika (zaměření Mechatronika) 26-41-M/01